# Hans Fahrni

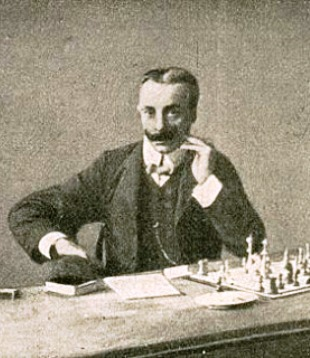
Hans Fahrni im Jahr 1905.

Hans Fahrni (* 1. Oktober 1874 in Prag; † 28. Mai 1939 in Ostermundigen, Schweiz) war ein Schweizer Schachmeister.
1908 gewann er einen Wettkampf gegen Salwe mit 3-1 bei einem Remis. In München, wohin er übergesiedelt war, hielt er im September 1908 einen Wettkampf gegen Aljechin remis (+1 =1 −1) und gewann im folgenden Jahr ein Viermeisterturnier vor Tartakower, Alapin und Spielmann. Seinen zweifelsohne grössten Erfolg erzielte er aber 1911 in San Remo, als er vor Lowtzky, Forgacs, Kostić, Przepiórka, Gunsberg, Réti usw. gewann.
Als erster Schweizer Berufsschachspieler tat sich Fahrni auf zahlreichen Gebieten des Schachs hervor. So stellte er im Jahr 1911 in München einen Weltrekord im Simultanspiel auf, indem er als erster Meister mehr als hundert Partien gleichzeitig spielte. Auch im Fernschach und als Problem- und Studienkomponist betätigte er sich.
Um seinen Lebensunterhalt zu verdienen, arbeitete er zeitweise als Handelsvertreter und spielte in Cafés um kleine Einsätze. Carl Carls bezeichnete ihn in seinen Erinnerungen als grössten Schachidealisten, den er je kennengelernt habe. Ludwig Bachmann beschrieb ihn als verwegenen Angriffsspieler, dessen Spiel aber nicht tiefgründig genug gewesen sei, um erfolgreicher zu sein. Fahrni schrieb ausserdem Schachspalten und verfasste zwei Schachbücher: Das Endspiel im Schach (Leipzig 1917) und Die Aljechin-Verteidigung (Bern 1922).
Krankheit überschattete Fahrnis späteres Leben. Während des Ersten Weltkrieges wurde er erstmals in eine Psychiatrische Klinik eingewiesen und bald darauf in sein Heimatland abgeschoben. Nach 1917 verbrachte er seine restlichen Lebensjahre in der Heilanstalt Waldau bei Bern.
Seine beste historische Elo-Zahl war 2557 im Dezember 1906. Seine beste Klassierung (mit einer leicht tieferen Punktzahl) erreichte Fahrni im Januar 1917 als Nummer 20 der Weltrangliste.